# 247 Eukrate
247 Eukrate је астероид главног астероидног појаса. Приближан пречник астероида је 134,43 km,
а средња удаљеност астероида од Сунца износи 2,741 астрономских јединица (АЈ).
Инклинација (нагиб) орбите у односу на раван еклиптике је 24,995 степени, а орбитални период износи 1657,741 дана (4,538 године). Ексцентрицитет орбите астероида износи 0,243.
Апсолутна магнитуда астероида износи 8,04 а геометријски албедо 0,059.
Астероид је откривен 14. марта 1885. године.